# ÍB Hafnarfjörður
Pour les articles homonymes, voir IBH.
Le Íþróttabandalags Hafnarfjarðar ou ÍBH était un club de football islandais basé à Hafnarfjörður. Il est né en 1935 de la fusion du FH Hafnarfjörður et du Haukar Hafnarfjörður. La coopération entre les deux clubs s'arrêta en 1961.
Le club joue pendant trois saisons en Úrvalsdeild (première division), et remporte deux titres de champion de deuxième division.

## Historique
- 1935 : fondation du club par la fusion du FH Hafnarfjörður et du Haukar Hafnarfjörður
- 1961 : révocation de la fusion qui laisse place de nouveau au FH Hafnarfjörður et au Haukar Hafnarfjörður

## Palmarès
- Championnat d'Islande D2
  - Champion : 1956 et 1960